# Eisenbahnunfall von Éséka
Bei dem Eisenbahnunfall von Éséka in Kamerun entgleiste am 21. Oktober 2016 ein Reisezug des Eisenbahnunternehmens Camrail, wobei 79 Menschen ums Leben kamen.

## Ausgangslage
Der Intercity 152 war von der Hauptstadt Yaoundé nach Douala auf der Bahnstrecke Douala–Ngaoundéré unterwegs. Aufgrund heftiger Regenfälle war nach dem Einsturz einer Brücke die Straßenverbindung zwischen beiden Städten unterbrochen, der Zug deshalb überfüllt, besonders die Wagen der unteren Klasse. Statt der üblichen neun Wagen führte er 17 und statt 600 Reisenden befanden sich 1300 im Zug. Der Zug verließ Yaoundé gegen 11 Uhr mit etwa einer halben Stunde Verspätung.

## Unfallhergang
Im Bereich der Stadt Éséka war der Zug gegen 12 Uhr mit weit überhöhter Geschwindigkeit unterwegs: Während eine Höchstgeschwindigkeit von 40 km/h vorgeschrieben war, fuhr der Zug 96 km/h. Der Zug entgleiste kurz vor dem Bahnhof Éséka und riss auseinander: Während der vordere Zugteil auf der Strecke verblieb, stürzte der hintere Teil von einem Bahndamm.

## Folgen

### Opfer
79 Menschen starben, 600 wurden darüber hinaus verletzt. Die Verletzten wurden in das örtliche Krankenhaus von Éséka gebracht, das mit einer Kapazität von 60 Betten völlig überfordert war. Darüber hinaus wurden – auch Tage nach dem Unfall – Reisende, die sich im Zug befunden hatten, noch vermisst.

### Unfalluntersuchung
Eine Untersuchung wurde von Seiten der Justizbehörden und der Eisenbahnaufsicht eingeleitet, ebenso eine technische Untersuchung. Paul Biya, Staatspräsident von Kamerun, richtete eine Untersuchungskommission ein, von der er Ergebnisse innerhalb von 30 Tagen erwartete. Im Mai 2017 lag der Bericht dann vor. Danach trifft die Schuld an dem Unfall überwiegend die Eisenbahngesellschaft Camrail: Die Wagen waren überbesetzt, der Zug unzulässig lang und an einigen Wagen funktionierten die Bremsen nicht. Hinweisen des Lokomotivführers, dass die Lokomotive nicht in technisch einwandfreiem Zustand war, wurde seitens der Verantwortlichen nicht nachgegangen. Der Bericht wurde der Justiz zugeleitet. Ein erster Prozess, eingeleitet durch Klagen von Angehörigen der Unfallopfer, begann am 17. Mai 2017.